# Adrianita
L'adrianita és un mineral de la classe dels òxids que pertany al grup de la wadalita. Rep el nom en honor a Adrian J. Brearley, mineralogista de la Universitat de Nou Mèxic, als Estats Units, en reconeixement de les seves nombroses contribucions a la comprensió de la mineralització secundària en meteorits condrítics.

## Característiques
L'adrianita és un òxid de fórmula química Ca₁₂(Al₄Mg₃Si₇)O₃₂Cl₆. Cristal·litza en el sistema isomètric.
L'exemplar que va servir per a determinar l'espècie, el que es coneix com a material tipus, es troba conservat a la col·lecció de meteorits G. J. Wasseburg de la divisió de Ciències geològiques i planetàries de l'Institut Tecnològic de Califòrnia, a Pasadena (Estats Units), amb el número de secció: mqm803.

## Formació i jaciments
La seva localitat tipus és al meteorit Allende, trobat a l'estat de Chihuahua, Mèxic, sent l'únic indret de tot el planeta on ha estat descrita aquesta espècie mineral.